# 穆斯塔法·普尔-穆罕默迪
穆斯塔法·普尔-穆罕默迪（波斯語：‎；1960年3月9日—），伊朗政治家、检察官。他于2005年至2008年期间在内贾德内阁中担任内政部部长，于2013年至2017年期间在鲁哈尼内阁中担任司法部部长。他被报导曾参与1988年伊朗处决政治犯事件。
2020年，在伊朗暴发2019冠状病毒病疫情，有未经证实的报导称他因出现冠状病毒感染症状而入院，其SARS-CoV-2检测结果呈阳性，SARS-CoV-2是导致2019冠状病毒病的病毒。他后来出院。